# Teater i Sverige
Teater i Sverige: Från äldsta tid till nutid är ett av Vetenskapsrådet bekostat, nationellt forskningsprojekt som började 2002 och vars historiografiska arbete 2007 resulterade i tre volymer med samlingstiteln Ny svensk teaterhistoria. Huvudman för projektet var Tomas Forser. 
Det första bandet täcker den tidiga teaterhistorien till och med 1700-talet, det andra den expansiva utvecklingen under 1800-talet och det tredje bandet den moderna teaterns utveckling under 1900-talet till och med Lars Noréns Sju tre och dess Malexanderkontext. 
Bandredaktörer för de tre delarna var Sven Åke Heed (del 1), Ulla-Britta Lagerroth och Ingeborg Nordin Hennel (del 2), Sven Åke Heed och Tomas Forser (del 3). Sexton forskare från de inhemska universiteten, bland andra professorerna Claes Rosenqvist och Dag Nordmark, och en isländsk medeltidsexpert (Terry Gunnell) var involverade i arbetet.